# Elham Aminzadeh
Elham Aminzadeh (née en 1964) est une enseignante, juriste, et femme politique iranienne. Elle est nommée vice-présidente de la République islamique par Hassan Rouhani.

## Parcours
Elham Aminzadeh est titulaire, comme Hassan Rohani, d’un doctorat en droit de l’université de Glasgow obtenu en 1997. Le titre de sa thèse de doctorat est : « Les Nations Unies, la paix et la sécurité internationales : une analyse légale et pratique ».,.
Elle travaille ensuite comme professeur assistant en droit à l’université de Téhéran. Ses spécialités sont le droit public international, le droit en énergie, et les droits de l’homme,. Elle enseigne également dans d’autres universités, notamment à l’université Allameh Tabatabaei, et à l’université Imam Sadegh University .
De 2004 à 2008, Elham Aminzadeh est députée au Majlis, le Parlement iranien, et présidente de la commission parlementaire de sécurité nationale et d'affaires étrangères. Elle se range du côté des conservateurs,.
Elle est nommée vice-présidente chargée des Affaires juridiques et des relations avec le Parlement par le président Hassan Rouhani le 11 août 2013,,,.